# Sân bay Diffa
Sân bay Diffa (ICAO: DRZF) là một sân bay ở thành phố Diffa, Niger.

## Hãng hàng không và điểm đến
| Hãng hàng không | Các điểm đến |
| --------------- | ------------ |
| Niger Airlines  | Niamey       |